# Ivet Goranova
Ivet Goranova (in bulgaro Ивет Горанова?; 6 marzo 2000) è una karateka bulgara, specializzata nel kumite.

## Biografia
Ha vinto la medaglia di bronzo nel kumite 55 kg ai mondiali di Madrid 2018.
Ha rappresentato la Bulgaria Giochi europei di Minsk 2019, dove si è aggiudicato la medaglia di d'oro nel torneo dei -55 chilogrammi, battendo in finale l'ucraina Anželika Terljuha.
Ai europei di Guadalajara 2019, ha vinto il bronzo nei -55 chilogrammi.

## Palmarès
- Giochi olimpici

Tokyo 2020: oro nei -55 kg.
- Mondiali

Madrid 2018: bronzo nei -55 kg;
- Europei

Guadalajara 2019: bronzo nei -55 kg;
- Giochi europei

Minsk 2019: oro nei -55 kg;